# Soltmurad Dschabrailowitsch Bakajew
Soltmurad Dschabrailowitsch Bakajew (russisch Солтмурад Джабраилович Бакаев; * 5. August 1999 in Nasran) ist ein russischer Fußballspieler.

## Karriere

### Verein
Bakajew begann seine Karriere bei Spartak Moskau. Zur Saison 2018/19 rückte er in den Kader der Zweitmannschaft der Moskauer. Sein Debüt in der zweitklassigen Perwenstwo FNL gab er im Juli 2018 gegen den FK Sotschi. In der Saison 2018/19 kam er zu 37 Zweitligaeinsätzen, in denen er fünf Tore erzielte. Lediglich ein Spiel verpasste er gesperrt. Im Juli 2019 stand er gegen den FK Tambow erstmals im Kader der ersten Mannschaft. Für diese debütierte er im August 2019 in der Premjer-Liga, als er am siebten Spieltag der Saison 2019/20 gegen Krylja Sowetow Samara in der 85. Minute für Jordan Larsson eingewechselt wurde. Bis zur Winterpause absolvierte er zwei Spiele in der höchsten russischen Spielklasse für Spartak.
Im Januar 2020 wechselte Bakajew innerhalb der Liga zu Rubin Kasan. Bis Saisonende kam er zu zehn Einsätzen für die Tataren in der Premjer-Liga. In der Saison 2020/21 kam er zu 28 Einsätzen, in der Saison 2021/22 spielte er 29 Mal in der Premjer-Liga, aus der er mit Rubin aber 2022 abstieg. In der Saison 2022/23 kam er anschließend zu 15 Einsätzen in der FNL, mit Kasan schaffte er den direkten Wiederaufstieg.
Nach einem Einsatz zu Beginn der Saison 2023/24 wurde Bakajew im September 2023 an den Zweitligisten Rodina Moskau verliehen. Für Rodina absolvierte er 22 Zweitligaspiele. Zur Saison 2024/25 verließ er Kasan endgültig und wechselte zu Erstligaaufsteiger Akron Toljatti.

### Nationalmannschaft
Bakajew absolvierte im August 2017 ein Spiel für die russische U-20-Auswahl. Im November 2020 debütierte er für die U-21-Mannschaft.

## Persönliches
Sein Bruder Selimchan (* 1996) ist russischer Nationalspieler und spielte mit ihm gemeinsam bei Spartak.